# Kabinett Trochu

Louis Jules Trochu war zwischen 1870 und 1871 Premierminister Frankreichs

Das Kabinett Trochu war die erste Regierung der Dritten Französischen Republik. Es wurde am 4. September 1870 als Regierung der nationalen Verteidigung (Gouvernement de la Défense nationale) von Premierminister Louis Jules Trochu gebildet. Es blieb bis zum 19. Februar 1871 im Amt und wurde daraufhin vom Kabinett Dufaure I abgelöst.
In der Regierung saßen hauptsächlich Republikaner, aber auch zwei Orléanisten (Orl). Bei den Republikanern waren Vertreter der Union républicaine (UR), der Gauche républicaine (GR), des Centre droit (CD) und des Centre gauche (CG) vertreten.

## Kabinett
Dem Kabinett gehörten folgende Minister an:
| Amt                                                              | Name                                               | Gruppe | Beginn der Amtszeit                                  | Ende der Amtszeit                                   |
| ---------------------------------------------------------------- | -------------------------------------------------- | ------ | ---------------------------------------------------- | --------------------------------------------------- |
| Premierminister                                                  | Louis Jules Trochu                                 | Orl    | 4. September 1870                                    | 19. Februar 1871                                    |
| Außenminister, auch Vizepräsident                                | Jules Favre                                        | GR     | 4. September 1870                                    | 19. Februar 1871                                    |
| Kriegsminister                                                   | Adolphe Le Flô                                     | Orl    | 4. September 1870                                    | 19. Februar 1871                                    |
| Minister für öffentlichen Unterricht, schöne Künste und Religion | Jules Simon Eugène Pelletan Pierre-Frédéric Dorian | GR UR  | 4. September 1870 31. Januar 1871 4. Februar 1871    | 31. Januar 1871 4. Februar 1871 19. Februar 1871    |
| Innenminister                                                    | Léon Gambetta Emmanuel Arago                       | UR GR  | 4. September 1870 5. Februar 1871                    | 5. Februar 1871 19. Februar 1871                    |
| Siegelbewahrer und Justizminister                                | Adolphe Crémieux Emmanuel Arago Adolphe Cremieux   | GR GR  | 4. September 1870 12. September 1870 6. Februar 1871 | 12. September 1870 6. Februar 1871 19. Februar 1871 |
| Minister für Marine und Kolonien                                 | Martin Fourichon                                   | CD     | 4. September 1870                                    | 19. Februar 1871                                    |
| Finanzminister                                                   | Ernest Picard                                      | CG     | 4. September 1870                                    | 19. Februar 1871                                    |
| Minister für öffentliche Arbeiten                                | Pierre-Frédéric Dorian                             | UR     | 4. September 1870                                    | 19. Februar 1871                                    |
| Minister für Landwirtschaft und Handel                           | Joseph Magnin                                      | GR     | 4. September 1870                                    | 19. Februar 1871                                    |
| Minister ohne Geschäftsbereich                                   | Alexandre Glais-Bizoin                             | FR     | 4. September 1870                                    | 19. Februar 1871                                    |
| Minister ohne Geschäftsbereich                                   | Louis-Antoine Garnier-Pagès                        | GR     | 4. September 1870                                    | 19. Februar 1871                                    |
| Minister ohne Geschäftsbereich                                   | Eugène Pelletan                                    | UR     | 4. September 1870                                    | 31. Januar 1871                                     |
| Minister ohne Geschäftsbereich                                   | Henri Rochefort                                    | UR     | 4. September 1870                                    | 1. November 1870                                    |
| Regierungssekretär                                               | Jules Ferry                                        | GR     | 4. September 1870                                    | 19. Februar 1871                                    |

## Historische Einordnung

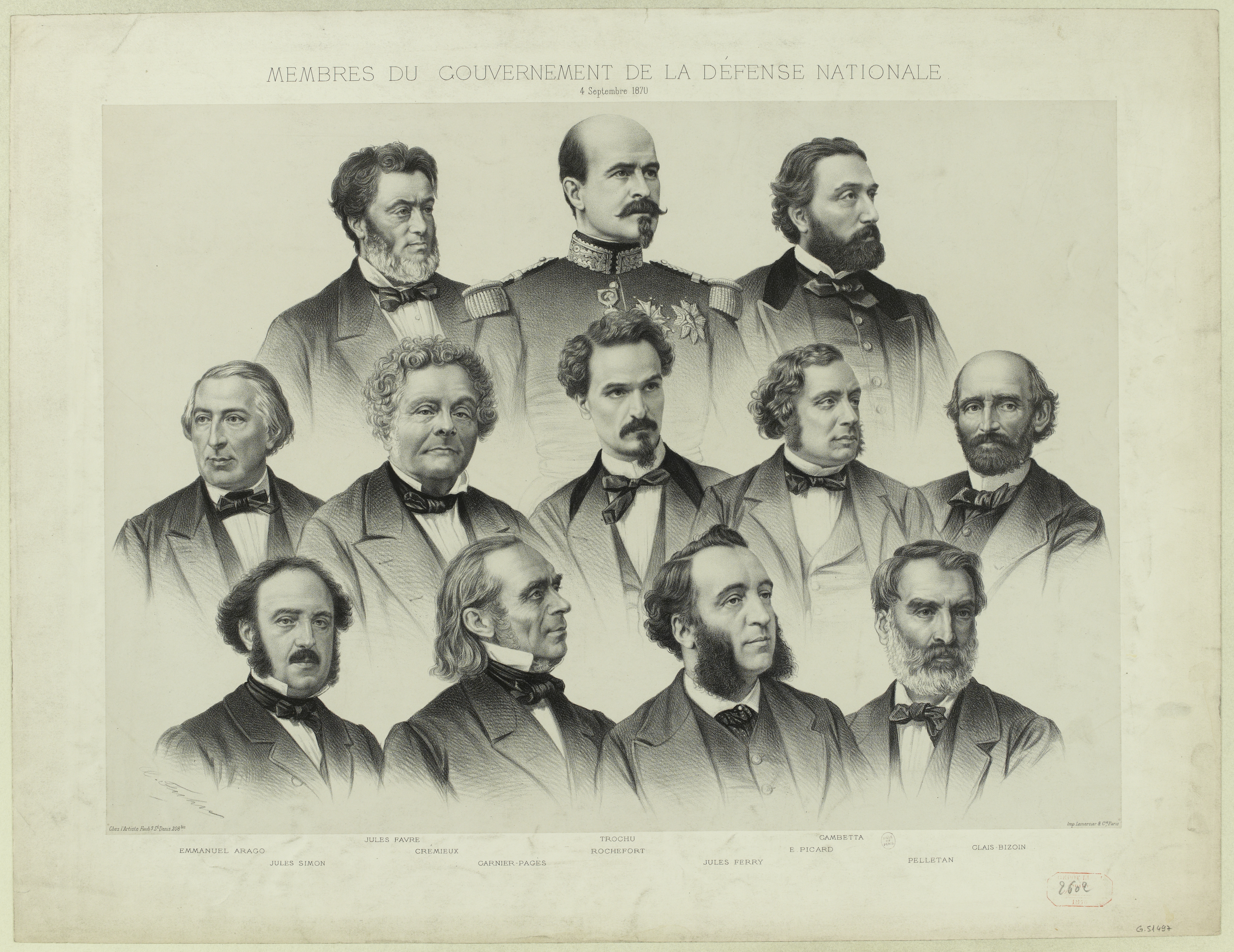
Regierung der nationalen Verteidigung

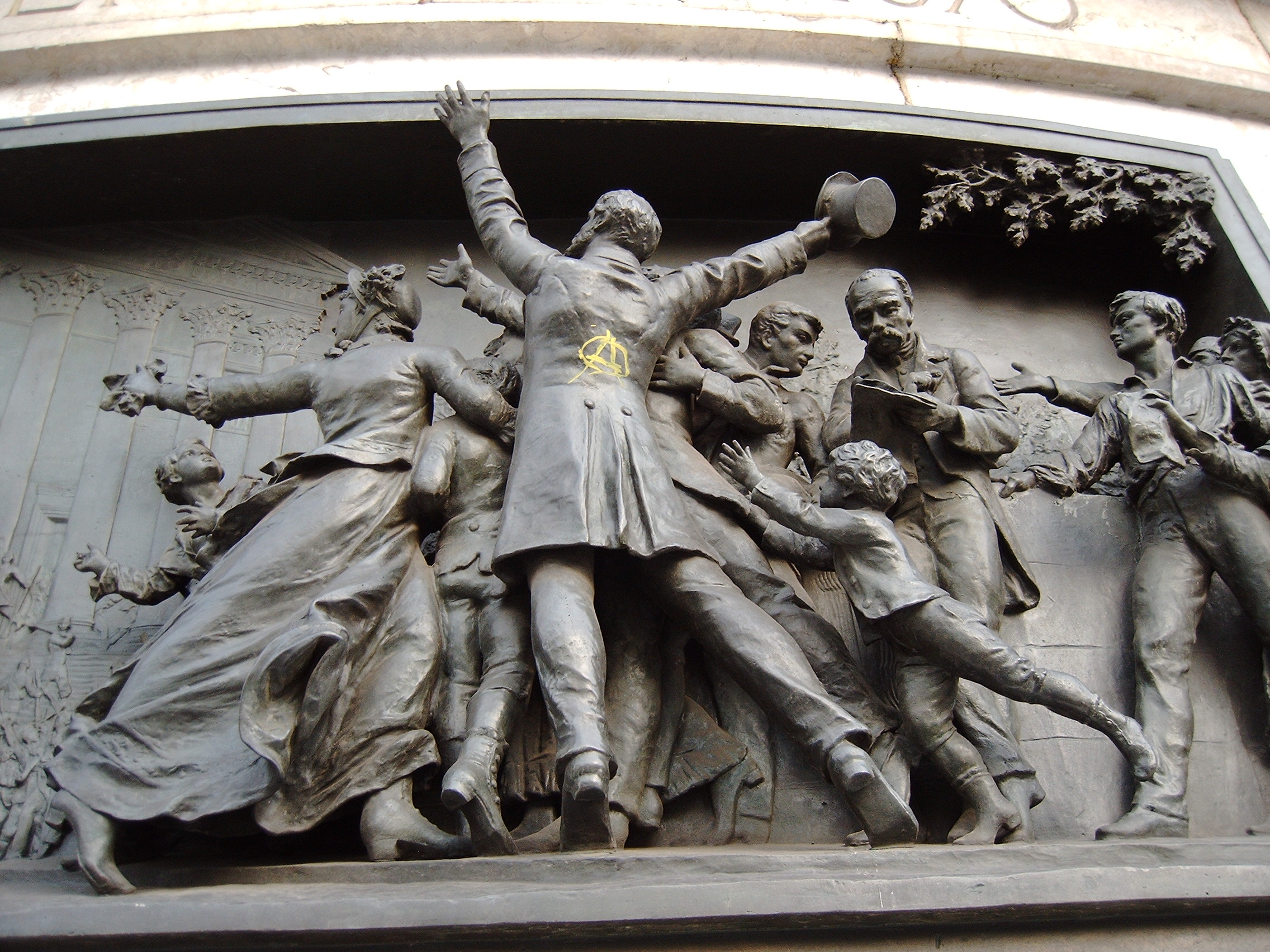
4. September 1870, Bronzehochrelief von Léopold Morice, Monument der Republik, Place de la République, Paris, 1883

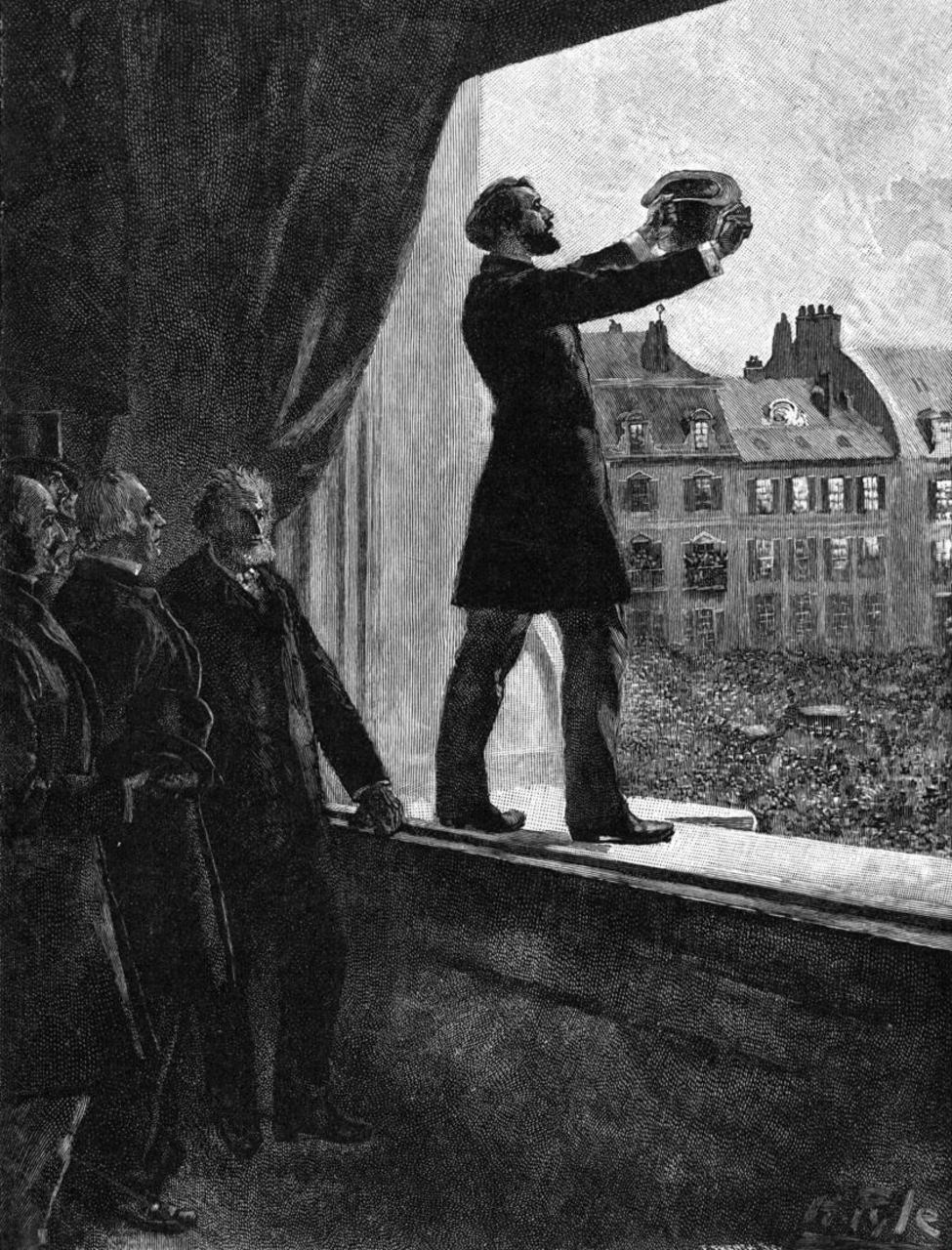
Gambetta ruft im Hôtel de Ville in Paris die Republik aus

Die Regierung der nationalen Verteidigung, auch provisorische Regierung von 1870 oder provisorische Regierung der nationalen Verteidigung genannt, wurde während des Deutsch-Französischen Krieges am 4. September 1870 in Paris gebildet, nachdem Napoleon III. in der Schlacht von Sedan gefangen genommen worden war, der Kaiser unter dem Druck der Menge im Palais Bourbon vom Corps législatif abgesetzt und im Hôtel de Ville die Republik ausgerufen worden war. Sie wurde von General Louis Jules Trochu unter Einschluss führender Pariser Republikaner wie Jules Favre und Léon Gambetta gebildet.
Im Oktober 1870 gewährte das Décret Crémieux den Juden in der französischen Kolonie Algerien die französische Staatsbürgerschaft.
Die Regierung sah es als ihre vordringliche Aufgabe an, den Kampf fortzusetzen. Gleichzeitig musste sie der Gefahr eines Volksaufstands entgegentreten und führte deshalb Verhandlungen mit Preußen. Im November 1870 konnte sich die Regierung nach einem Plebiszit in Paris an der Macht halten. Nach der Unterzeichnung des Waffenstillstands am 28. Januar 1871 musste – den Bedingungen dieses Vertrags entsprechend – eine Neuwahl durchgeführt werden, in der die Royalisten am 8. Februar 1871 (Orléanisten und Legitimisten) die absolute Mehrheit erreichten. In der Folge wurde die Regierung Trochu abgewählt und durch ein Kabinett unter Leitung Staatspräsident Adolphe Thiers ersetzt, dass nach seinem Vice-président du Conseil Jules Dufaure benannt ist.